# Mérens (Gers)
Mérens település Franciaországban, Gers megyében. Lakosainak száma 68 fő (2022. január 1.). Mérens Lavardens, Peyrusse-Massas és Roquefort községekkel határos.

## Népesség
A település népességének változása:
| Lakosok száma | 49   | 44   | 40   | 63   | 64   | 63   | 64   | 69   | 69   | 68   |
|               | 1968 | 1982 | 1990 | 2006 | 2013 | 2015 | 2017 | 2019 | 2020 | 2022 |